# Палешев, Александр Юрьевич
Александр Юрьевич Палешев (24 сентября 1977) — украинский футболист, полузащитник, футзалист. Кандидат в мастера спорта: по футболу (1999), по футзалу (2002).

## Игровая карьера
Воспитанник СДЮШОР «Торпедо» (Николаев). Участник финального розыграша среди ДЮСШ Украины «Юность» и серебряный призёр финального розыграша среди ДЮСШ Украины «Надежда». Начинал играть в любительской команде «Гидролизник» (Ольшанское) 1995/97, обладатель Кубка области 1996 года. С 1995 по 2001 гг. выступал за студенческую сборную команду Украинского Государственного Морского Технического Университета г. Николаев (УГМТУ бывший НКИ).
Финалист чемпионатов и чемпион первенства Украины ВФСО «Колос» в составе «Колос» (Степовое) 1997/99 (присвоено звание кандидата в мастера спорта по футболу), также серебряный призёр чемпионата Николаевской области 1997/98 гг. и чемпион области 1998/99 гг. Чемпион Херсонской области в составе «Динамо» (Цюрупинск) 1998/99 гг.
В 1998—1999 годах был игроком СК «Николаев». Дебют в высшей лиге 7 июля 1998 года в игре СК «Николаев» — «Нива» (Тернополь), 0:1. Всего в высшем дивизионе сыграл шесть матчей.
В 2001 году выступал за «Водник» (Николаев) (чемпион Николаевской области 2001 года, обладатель Кубка Николаевской области 2001 года). Когда на предприятии «Зоря-Машпроект» была возрождена футбольная команда, Палешев стал выступать в её составе (обладатель Кубка г. Николаева 2002 и 2003 гг.).
С 1998 года играл в мини-футбол. Участник финальных розыгрешей «Кубка Президента» (г. Киев) среди студенческих команд в 1999 г. и 2000 г. Первый игрок — николаевец представивший г. Николаев в чемпионате Украины на профессиональном уровне. Выступал с 2000 года в командах: Высшая лига: «Колос» (Сумы, 2000 год), «Море» (Ильичёвск, 2001 год); Первая лига: «СК Педуниверситет» (Николаев, 2001/02) и «Зоря-Машпроект» (Николаев, 2002/03) — играющий главный тренер. За два сезона проведённых в Первой лиге сыграл 38 матчей, забил 57 мячей, дважды входил в пятерку лучших бомбардиров первой лиги. Двукратный чемпион спартакиады среди промышленных предприятий Украины по футзалу 2001 и 2002 года (присвоено звание кандидата в мастера спорта по футзалу).
С 2007 года играл в чемпионате Николаевской области по футзалу за николаевские команды:  «Цех 105» (2004), «Энергия» (2005), «Маркони» (2007), «НИБУЛОН» (2007—2009), «Ольвия-2007» (2009—2010), «Тотал» (2010—2011), «Интерспорт» (2013—2014), «Витерра» (2014—2015), СК «Николаев» (2015), «Алектор» (2016), «Жилремстрой-Зоря» (2017), «Феникс» (2018— по сегодня). Участник первого в истории Николаевского футзала «Матча всех звёзд» 2018 года. В составе «Феникса» участвует в ветеранском футзале: победитель Рождественских турниров 2019, 2020, 2021 годов, г. Николаев. Участвовал в Кубке Украины 40+, 2019 год, в г. Одесса.
С 2019 года работает детским тренером в Футбольной Академии «VICTORY», г. Николаев.